# Ту-91
Ту-91 (по кодификации НАТО: Boot — «Ботинок») — советский морской бомбардировщик-торпедоносец.

## Тактико-технические характеристики
Приведены данные Ту-91.
Источник данных: Gunston, 1995, p. 59; Арсеньев, 2000.

Технические характеристики
- Экипаж: 2 (пилот и штурман)
- Длина: 17,7 м
- Размах крыла: 16,4 м
- Высота: 5,06 м
- Площадь крыла: 47,48 м²
- Колея шасси: 3,37 м
- Масса пустого: 8000 кг
- Нормальная взлётная масса: 12850 кг
- Максимальная взлётная масса: 14400 кг
- Масса топлива во внутренних баках: 2900 кг
- Силовая установка: 1 × ТВД ТВ-2М
- Мощность двигателей: 1 × 7650 л. с. (1 × 5627 кВт)
- Воздушный винт: шестилопастные
- Диаметр винта: 5,7 м

Лётные характеристики
- Максимальная скорость: 800 км/ч (без подвесок, по заданию), 760 км/ч (на испытаниях)
- Крейсерская скорость: 250-300 км/ч
- Практическая дальность: 1600-1900 км
- Перегоночная дальность: 2350 км
- Практический потолок: 11000 м
- Длина разбега: 518 м
- Длина пробега: 552 м

Вооружение
- Стрелково-пушечное:  
  - 2 × 23 мм пушки АМ-23 с 100 патр. каждая в крыле
  - 1 × 23 мм пушки АМ-23 с 150 патр. в кормовой установке ДК-15
- Боевая нагрузка:  
  - нормальная: 1000 кг
  - максимальная: 1600 кг
- Неуправляемые ракеты: 120 × ТРС-85, 36 × ТРС-132 или 8 × ТРС-212
- Бомбы:  
  - 1 × ФАБ-1500
  - 3 × ФАБ-500
  - 6 × ФАБ-250
  - 12 × ФАБ-100